# Lijst van onderscheidingen van de 13. Waffen-Gebirgs-Division der SS Handschar (kroatische Nr. 1)
Dit is een lijst van onderscheidingen van de 13. Waffen-Gebirgs-Division der SS Handschar (kroatische Nr. 1).

## Dragers van het Duits Kruis

### In goud
- Hans Hanke, SS-Sturmbannführer, SS Gebirg-Jägers-Regiment 28[1]
- Hans König, SS-Obersturmfuhrer, SS Gebirg-Jägers-Regiment 28[1]
- Emil Kuhler, SS-Sturmbannführer, SS Gebirg-Aufklärungs-Abteilung 13[1]
- Karl Liecke, SS Sturmbannführer, SS Gebirg-Jägers-Regiment 27[1]
- Hermann Schifferdecker, SS-Hauptsturmführer, SS Gebirg-Jägers-Regiment 27[1]

### In zilver
- Karl Wambsganss, SS-Hauptsturmführer, Stab der Division[1]

## Dragers van het Ridderkruis van het IJzeren Kruis
- Desiderius Hampel, SS-Brigadeführer und Generalmajor der Waffen-SS[2][3][4][5]
- Hans Hanke, SS-Sturmbannführer, SS Gebirg-Jägers-Regiment 28[3][2][5][4][1]
- Helmut Kinz, SS-Hauptsturmführer und Hauptman der Schupo, SS Aufklärungs-Abteilung 13[3][2][6][4][1]
- Karl Liecke, SS-Obersturmbannführer und Oberleutnant der Schupo, SS Gebirg-Jägers-Regiment 27[3][2][5][4][1]
- Albert Stenwedel, SS-Sturmbannführer, SS Gebirg-Jägers-Regiment 27[3][7][8][4][1]